# The Lord of the Rings: Conquest
The Lord of the Rings: Conquest is een computerspel ontwikkeld door Pandemic Studios en uitgegeven door Electronic Arts. Het spel is gebaseerd op de The Lord of the Rings-filmtriologie en is in dezelfde stijl als de Star Wars: Battlefront-serie. De speler kan voor de legers van goed en kwaad vechten, maar in tegenstelling tot The Lord of the Rings: The Battle for Middle-earth draait de laatstgenoemde optie om Sauron die de ring van de ondergang redt en terug vecht.
Pandemic werd geholpen door Weta Digital, welke de digitale modellen van The Lord of the Rings-films, waaronder die van de Vreselijke beesten, uitleent om deze in het spel te gebruiken. Pandemic is ook bezig met het overleggen om meerdere elementen uit de film te gebruiken en heeft inspiratie gehaald uit de boeken, waaronder de verovering van Moria door Balin. Ook zijn er veranderingen ten opzichte van de boeken en films. Daar besluiten de helden om Minas Morgul niet aan te vallen. In het spel zit echter een level dat draait om het veroveren van Minas Morgul.
Sinds 16 maart 2010 is de online functie van het spel eruit gehaald. De oorzaak hiervoor is dat de licentie van EA games met betrekking tot Middle-earth Enterprises verlopen was.

## Gameplay
In LOTR Conquest kan de speler kiezen tussen de campagne en Instant Action.
Bij de goede campagne worden de gebeurtenissen in de films en boeken gevolgd. Bij de slechte campagne is te zien wat er was gebeurd als Frodo de Ene Ring niet had vernietigd.
Goede Campagne (De "Strijd om de Ring"):
- Het Laatste Bondgenootschap is het eerste level in de goede campagne en is het trainingslevel. De speler moet hier uiteindelijk de Ene Ring van Sauron zijn hand afhakken als Isildur.
- Helmsdiepte: De speler moet de vesting beschermen en voorkomen dat de Uruk-hai de vesting overnemen. De speler kan ook als Aragorn spelen.
- Isengard is het tweede level waarin de speler als Gandalf, Saruman moet verslaan. Ook kan de speler een Ent zijn.
- De mijnen van Moria: De speler moet zich een weg banen door de mijnen wat eindigt met een confrontatie tussen de Balrog en Gandalf.
- Het gevecht om Osgiliath: De speler moet Osgiliath beschermen tegen de aanvallende legers van Sauron. Hier moet de speler Frodo beschermen als Faramir.
- Het gevecht om Minas Tirith: De speler moet de witte stad verdedigen.
- De Slag van de Velden van Pelennor: Hier kan de speler vechten als Rohirrim en Mûmakil doden.
- Het gevecht om Minas Morgul: Dit gevecht vond niet plaats in de film en ook niet in de boeken. Hier moet de speler Minas Morgul overnemen om zo naar de Zwarte Poort te kunnen reizen.
- Het gevecht voor de Zwarte Poort: De missie is om vol te houden en het leger van Sauron te bevechten. In deze missie zijn Gandalf, Legolas, Gimli en Aragorn bestuurbaar.

Elk level kan daarna opnieuw gespeeld worden op meerdere moeilijkheidsgraden.
Slechte Campagne (De "Opkomst van Sauron"):
Na het uitspelen van de goede campagne kan de speler de slechte campagne spelen, die draait om hoe het was gegaan als Frodo de ring niet had vernietigd.
- De Doemberg is het eerste level. Hierin moet de speler Frodo stoppen van het vernietigen van de Ring en deze terugbrengen naar Sauron.
- Osgiliath: De speler moet de stad en overnemen als voorbereiding op het bestormen van Minas Tirith.
- Minas Tirith: De speler moet de witte stad vernietigen om zo de wereld van de mensen te vernietigen.
- De Velden van Pellenor: de speler moet alle Rohirrim doden en voorkomen dat ze Minas Tirith redden. Dit level is niet aanwezig in de pc-versie van het spel.
- De mijnen van Moria: De speler moet de Balrog oproepen en de Gondorianen die daar wonen vernietigen.
- Weertop: De speler moet Aragorn doden als Saruman.
- Rivendel: De speler moet de wereld van de Elfen vernietigen door Rivendel te vernietigen. Dit kan de speler doen als Sauron.
- De Gouw: De speler moet de Gouw platbranden en alle hobbits doden. Ook moeten Gandalf en Boombaard vermoord worden. Boombaard als Balrog en Gandalf als Sauron.

Spelers krijgen de kans om als Nazgûl Frodo te bevechten, als Mûmak op de Velden van Pelennor te vechten en als Balrog in Moria. Allebei de campagnes worden verteld door Hugo Weaving die dit ook deed bij The Lord of the Rings: The Battle for Middle-earth II en Elrond speelde in de films.
Instant Action:
Bij instant action kan de speler zelf een map kiezen waarin het gevecht plaatsvindt. De speler kan kiezen tussen Conquest, Capture the Ring, Hero Team Deathmatch en Team Deathmatch die allemaal uit de Battlefront engine komen.

## Klassen
De klassen in de "Conquest mode" hebben alle vier hun eigen specialiteiten en manier van spelen.
De verschillende manieren zijn zwaardvechten, boogschieten en met behulp van krachten. Veel zwakke, door AI bestuurde vijanden lopen rond. Dit zijn "grunts". Ook Kapiteins worden door de computer bestuurd. Dit zijn de sterkste vijanden en vriendschappelijke eenheden op de helden na. Ook Vreselijke beesten en Adelaars komen voor in het spel, maar die zijn voor luchtaanvallen en kunnen niet door de speler bestuurd worden.
- Strijder: Een sterke vechter die zijn zwaard gebruikt als wapen. Strijders kunnen kracht krijgen waardoor ze speciale aanvallen kunnen uitoefenen zoals hun zwaard laten branden. De strijder heeft ook werpbijlen als afstandswapen.
- Boogschutter: Een doelgerichte vechter die zijn pijlen en boog gebruikt als wapen. Boogschutters kunnen vijanden op groote en kleine afstanden raken waardoor onbereikbare vijanden kunnen worden geraakt. Deze boogschutter wordt net zoals een third-person shooter bestuurd. Er bestaan verschillende soorten pijlen zoals vuurpijlen, gifpijlen en een schot met drie pijlen tegelijk. Ook kunnen ze hun vijanden trappen als die te dichtbij komen.
- Verkenner: De meester in de kunst van het onzichtbaar verplaatsen. Verkenners hebben twee messen als wapen. De verkenner heeft de mogelijkheid om onzichtbaar te worden en de vijanden van achter dood te steken. Als afstandswapen beschikt de verkenner over bommen.
- Magiër: De gebruiker van magische krachten om zichzelf en andere vriendschappelijke eenheden te verdedigen en te helen. Magiërs kunnen vuurballen afschieten, bliksem afschieten en een drukgolf creëren. Ook kan een magiër een rond schild om zichzelf creëren waardoor de spelers in het schild niet geraakt kunnen worden door afstandswapens. Ze kunnen ook met hun staf meppen als de vijanden te dichtbij komen.

## Helden en Schurken
Dit is een lijst met de helden die speelbaar zijn in The Lord of the Rings: Conquest. Bij sommige modes worden andere helden aangewezen die op dezelfde map gespeeld worden. Zo kan het dat Gandalf op Conquest Mode op de map Gouw beschikbaar is, en Frodo in Capture the Ring Mode op dezelfde map.
| Held    | Speciale krachten                                   | Gebonden aan de map(pen) in Conquest Mode | Gebonden aan de map(pen) in Team Deathmatch Mode | Gebonden aan de map(pen) in Capture the Ring Mode | Gebonden aan de map(pen) in Hero Team Deathmatch Mode |
| ------- | --------------------------------------------------- | ----------------------------------------- | ------------------------------------------------ | ------------------------------------------------- | ----------------------------------------------------- |
| Aragorn | Dunharrow dash, Anduril's spirit, Wave of Undead    | Helmsdiepte, Weertop                      | Helmsdiepte, Minas Tirith Top, Weertop           |                                                   | Zwarte Poort, Minas Morgul, Gouw                      |
| Gimli   | Dwarven Run, Balin's Revenge, Longbeard Pound       | Osgiliath                                 | Moria, Osgiliath                                 | Moria                                             | Doemberg, Gouw                                        |
| Legolas | Multi-arrow, Poison Arrow, Fire Arrow               | Zwarte Poort, Velden van Pellenor         | Velden van Pellenor                              | Velden van Pellenor                               | Zwarte Poort, Minas Morgul, Doemberg, Gouw            |
| Frodo   | Cloak, Sting's Fury, Blasting Powder                |                                           |                                                  | Gouw                                              | Minas Morgul, Doemberg, Gouw                          |
| Faramir | Ranger's Fire, Gondorian Courage, Steward of Gondor | Minas Morgul                              |                                                  | Minas Morgul                                      | Minas Morgul                                          |
| Éowyn   | Cloak, Whirling Dervish, Blasting Powder            |                                           |                                                  |                                                   | Zwarte Poort                                          |
| Gandalf | Healing Wisdom, You Shall Not Pass!, Cleansing Fire | Gouw, Isengard, Minas Tirith, Moria       | Isengard, Minas Tirith                           | Minas Tirith Top                                  | Zwarte Poort, Minas Morgul, Doemberg, Gouw            |
| Elrond  | Tsunami Blade, River of Bruinen, Water Sphere       | Rivendel                                  | Rivendel                                         | Rivendel                                          | Zwarte Poort                                          |
| Isildur | Aeglo's Sharp, Blade of the Mark, Narsil Spike      | Doemberg                                  |                                                  | Doemberg                                          | Doemberg                                              |
| Boromir |                                                     | Amon Hen                                  | Amon Hen                                         | Amon Hen                                          |                                                       |
| Arwen   |                                                     | Het laatste Bondgenootschap               | Het laatste Bondgenootschap                      | Het laatste Bondgenootschap                       |                                                       |

| Schurk                     | Speciale krachten                                   | Gebonden aan de map(pen) in Conquest Mode       | Gebonden aan de map(pen) in Team Deathmatch Mode | Gebonden aan de map(pen) in Capture the Ring Mode             | Gebonden aan de map(pen) in Hero Team Deathmatch Mode |
| -------------------------- | --------------------------------------------------- | ----------------------------------------------- | ------------------------------------------------ | ------------------------------------------------------------- | ----------------------------------------------------- |
| Sauron                     | Heart of Horror, Mordor Pound, Soul Collector       | Doemberg, Het laatste Bondgenootschap           | Het laatste Bondgenootschap                      |                                                               |                                                       |
| Saruman                    | Heal, Isengard Blast, Fire Ball                     | Helmsdiepte, Isengard                           | Helmsdiepte, Isengard                            | Gouw                                                          | Zwarte Poort, Minas Morgul, Gouw                      |
| Tovenaar-koning van Angmar | Angmar Flurry, Black Breath, Terror Quake           | Minas Morgul, Minas Tirith, Velden van Pellenor | Minas Tirith, Velden van Pellenor                | Minas Morgul, Minas Tirith Top, Doemberg, Velden van Pellenor | Zwarte Poort, Minas Morgul, Doemberg, Gouw            |
| Gríma Slangtong            | Cloak, Deception Strike, Soul Punch                 |                                                 |                                                  |                                                               | Zwarte Poort, Minas Morgul, Doemberg, Gouw            |
| Mond van Sauron            | Heal, Barad-dur Fury, Firewall                      | Zwarte Poort, Rivendel                          | Rivendel, Minas Tirith Top                       | Rivendel                                                      | Zwarte Poort, Doemberg, Gouw                          |
| Lurtz                      | Multi-arrow, Poison Arrow, Fire Arrow               | Amon Hen                                        | Moria, Amon Hen                                  | Moria, Amon Hen                                               | Zwarte Poort, Minas Morgul, Doemberg, Gouw            |
| Nazgûl                     | Flurry of Terror, Black Breath, Power of the Nine   | Osgiliath, Weertop                              | Osgiliath, Weertop                               |                                                               | Minas Morgul, Doemberg                                |
| Balrog                     | Trample Attack, Breath of Morgoth, Valaraukar Smash | Gouw, Moria                                     |                                                  |                                                               |                                                       |
| Gothmog                    |                                                     |                                                 |                                                  | Het laatste Bondgenootschap                                   |                                                       |

## Mappen en locaties
Dit zijn de mappen uit het Midden-aarde Center:
- Weertop
- Rivendel
- Velden van Pelennor
- Minas Tirith
- Minas Tirith Top
- Doemberg
- Helmsdiepte
- Zwarte Poort
- Moria
- Isengard
- Minas Morgul
- Osgiliath
- Gouw

Download
- Amon Hen
- de map van het laatste bondgenootschap

## Downloadbare inhoud
Op 23 december 2008 heeft Electronic Arts een demo van The Lord of the Rings: Conquest vrijgegeven voor op de PlayStation 3. Deze is downloadbaar via de PlayStation Store. Er is officieel bekendgemaakt door Electronic Arts dat er ook geen demo voor de PC komt. De demo is 1.3GB groot en bevat het trainingslevel en twee multiplayer mappen: de Gouw en Minas Tirith. Beide mappen zijn alleen speelbaar in de online 16-speler Conquest mode. Op 2 januari 2009 kwam de demo voor op de Xbox 360 uit, welke downloadbaar is via de Xbox Live Marketplace.
Op 29 januari 2009 heeft Pandemic Studios voor het eerst downloadbare inhoud vrijgegeven voor op de Xbox 360. Twee mappen, Moria en Osgiliath, waarin de mode Hero Team Deathmatch 2 vs 2 en 1 vs 1 gespeeld kan worden. Hierbij kunnen ook goede helden tegen goede helden en slechte tegen slechte gespeeld worden. Op 30 januari 2009 kwam de downloadbare inhoud beschikbaar op het PlayStation Network.
Het tweede downloadbare pakket is downloadbaar sinds 26 februari 2009 via Xbox Live Marketplace en de PlayStation Store voor 800 Microsoft Points of $9,99. De helden zijn Gothmog, Arwen en Boromir en de mappen zijn de map van het laatste bongenootschap en Amon Hen. Ook bevat het pakket 2 nieuwe Hero Arena maps, namelijk Minas Tirith en Weertop.
The Fellowship of the Ring · The Two Towers · The Return of the King · The Third Age · War of the Ring · The Battle for Middle-earth · The Battle for Middle-earth II ·  The Battle for Middle-earth II: The Rise of the Witch-king · The Lord of the Rings Online · Conquest · Aragorn's Quest · War in the North · Guardians of Middle-earth · LEGO The Lord of the Rings · LEGO The Hobbit